# Francouzský protektorát Tunisko
Francouzský protektorát Tunisko (francouzsky Protectorat français de Tunisie, arabsky الحماية الفرنسية في تونس, al-Ḥimāya al-Fransīya fī Tūnis), běžně označovaný jednoduše jako Francouzské Tunisko, byl založen v roce 1881, během éry francouzské koloniální říše, a trval až do vyhlášení tuniské nezávislosti v roce 1956.

## Historie
Během desetiletí předcházejících francouzskému vpádu bylo Tunisko provincií upadající Osmanské říše. Těšilo se velké míře autonomie pod bejem Muhammadem III. as-Sadiqem. V roce 1877 Rusko vyhlásilo Osmanské říši válku. Jeho výsledné vítězství v rusko-turecké válce (1877–1878) způsobilo odtržení velkých částí osmanského území, včetně vzniku několika nezávislých balkánských států. Podnítilo také mezinárodní diskuse o budoucnosti severoafrických provincií. Berlínský kongres z roku 1878 se rozhodl osmanskou otázku vyřešit. Británie, i když se stavěla proti úplné demontáži Osmanské říše, nabídla Francii kontrolu nad Tuniskem výměnou za Kypr. Německo nemělo v jižním Středomoří své zájmy a navíc vnímalo francouzské nároky jako způsob, jak odvrátit Francouze od touhy po odplatě za prusko-francouzskou válku. Proto souhlasilo s tím, že Francii umožní ovládnutí Tuniska. Tyto diskuse ohledně postavení Francie v Tunisku byly udržovány v tajnosti před Italským královstvím, které se silně stavělo proti francouzské intervenci.
Francouzská přítomnost v Tunisku přišla pět desetiletí po okupaci sousedního Alžírska, v době, kdy Francouzi stále postrádali zkušenosti a znalosti o tom, jak rozvíjet kolonii. Obě tyto země byly v držení Osmanské říše po tři století, ale každá již dávno získala politickou autonomii na sultánovi v Istanbulu. Před příchodem Francie zahájilo Tunisko proces modernizačních reforem, ale finanční potíže narůstaly, až byla nastolena komise evropských věřitelů. Po okupaci převzala francouzská vláda mezinárodní závazky Tuniska. Francouzi provedli rozsáhlé rozvojové a modernizační programy v několika oblastech, včetně dopravy a infrastruktury, průmyslu, finančního systému, veřejného zdravotnictví a správy. K nelibosti Tunisanů však byli upřednostňováni francouzští obyvatelé a podnikatelé. Vyjádření jejich existující národní identity začalo projevy a tiskovinami; následovalo vytvoření politické organizace. Hnutí za nezávislost bylo aktivní již před první světovou válkou a nadále získávalo na síle proti smíšené francouzské opozici. Jeho konečného cíle bylo dosaženo v roce 1956.